# 全日本学生文化会議
全日本学生文化会議（ぜんにほんがくせいぶんかかいぎ。略称｢文化会議｣）とは、全国の保守系学生サークルの連合体。
1969年（昭和44年）5月に結成された後、一旦断絶し、昭和50年代に再結成された。

## 全日本学生文化会議の結成
1969年（昭和44年）5月、東京都の九段会館に1800名の代表を集め、左翼学生の学園支配に対抗する学生組織「全国学生自治体連絡協議会」（全国学協）が結成された。これと同時に、｢祖国と民族の生命線である“文化と伝統”を護る｣ためとして、全国の保守系サークルの連合体｢全日本学生文化会議｣（池田豊冶議長）も結成されている。
文化会議は同年11月1日、京都商工会議所大ホールで第１回全国大会｢日本の文化と伝統を護る学生の集い｣（大会実行委員長百地章）を開催するなど活発な活動を展開した。
しかし、昭和40年代後半以降の活動内容は不明となっており、昭和50年代より再び活動が活発になっている。このため、現在の文化会議は、一旦組織が断絶した後再結成されたものと考えられる（初期の文化会議は、昭和48年の全国学協分裂によって一旦消滅した可能性が高い）。

## 全日本学生文化会議の活動
現在の全日本学生文化会議の活動については、機関誌である『文化会議報』（後に『大学の使命』と改称）が発刊されているので情報も多い。
これによると、文化会議所属のサークルは各大学で国防、教育問題に関する講演会を頻繁に開催している。また、韓国、台湾、中国へ遊学し、現地学生との交流（歴史観論争や未来志向の意見交換等）も行っている。北朝鮮による拉致被害者奪還の運動にも熱心に取り組み、韓国の拉致被害者奪還のグループとも共闘しているという。
2007年（平成19年）には、沖縄戦住民集団自決問題に関する現地世論調査を実施し、その結果を国会議員の勉強会や『産経新聞』で発表した。2008年（平成20年）には、「毒ギョーザ事件」や「チベット人虐殺事件」をめぐって中国への批判姿勢を強め、長野で行われた北京オリンピック聖火リレーへの抗議行動や、胡錦濤国家主席来日に対する抗議行動（日比谷公園、早稲田大学等）に取り組んでいる。
また、全日本学生文化会議に加盟している首都圏学生文化会議では、｢学徒出陣の日｣（10月21日）周辺の日程で、｢戦歿学徒慰霊祭｣を開催している。慰霊祭は当初は都内の不特定の神社において斎行されていたが、昭和の終わり頃に、ノンフィクション作家の南雅也のはからいで、毎年靖国神社で開催されるようになった。